# Beda
Beda (Bæda, (latin: Beda Venerabilis, engelsk: Venerable Bede Beda den Ærværdige født ca. 672, død 25. maj 735) var en angelsaksisk munk og forfatter. Beda boede og virkede først i et kloster viet apostelen Peter i Wearmouth i Northumbria (i dag i Sunderland i England) og derefter i et datterkloster (nu i Jarrow) viet apostlen Paulus.
Næsten alt, hvad vi ved om Beda, stammer fra et afsnit, han selv skrev i sin kirkehistorie. Han fortæller, at han syv år gammel kom til klosteret, blev diakon da han var 19 og præst, da han var 30. Han studerede under Benedict Biskop og Ceolfrid af Wearmouth og rejste antagelig til Jarrow sammen med Ceolfrid i 682, da han var omkring ti år gammel. Her viede han sit liv til studier, forelæsninger og skrivearbejde. Hans vigtigste værk er Historia ecclesiastica gentis Anglorum (Det engelske folks kirkehistorie). Han skrev også kommentarer til Bibelen og om  musik og metrik. Han skal have vært dybt optaget af sine religiøse pligter. 
Bedas egne værker viser, at han var belæst og havde et indgående kendskab til mange forfatteres værker. Han citerer blandt andet Plinius den Yngre, Virgil, Ovid, Horats og andre klassiske forfattere. Ud over latin, som han mestrede og skrev mest på, kunne han græsk og noget hebraisk, og er den tidligst kendte forfatter, som skrev på sit modersmål, angelsaksisk.

## Bedas værker
Hans værker deles i tre kategorier: Videnskabelige, historiske og teologiske. 
De videnskabelige er bl.a. en grammatik, han skrev til sine elever, et værk om naturfænomener (De rerum natura) og to om kronologi (De temporibus og De temporum ratione). Det er interessant, at Beda skrev, at jorden er rund "som en bold man leger med", og ikke rund "som et skjold", som andre hævdede. En af hans konklusioner i forbindelse med kronologi var, at tidsregningen burde begynde med Kristi fødsel, og i et af hans værker findes det tidligst kendte eksempel på brug af udtrykket Anno Domini ("Herrens år", dvs. "e.Kr.").
Den mest omfangsrige del af hans produktion er de teologiske skrifter: kommentarer til bøgerne i Bibelen, prædikener og afhandlinger om udvalgte afsnit i Bibelen. Hans sidste værk, som blev fuldført på dødslejet, var en oversættelse af Johannesevangeliet til angelsaksisk. Han afskrev også værker, og et eksemplar af Apostlenes Gerninger på latin og græsk i Bodleian Library i Oxford regnes for hans.
De historiske værker er foruden kirkehistorien: biografier over abbederne af Wearmouth og Jarrow og sankt Cuthbert af Lindisfarne.  
Bedas hovedværk, Historia ecclesiastica gentis Anglorum i fem bind, var færdigt i 731. Han kalder det selv for kirkehistorie, men det er langt mere omfattende. Fordi historien om kirken i England op til hans tid i høj grad drejede sig om missionsvirksomhed, hvor kongerne var centrale, skrev han meget om fx politik og krigsførelse og er derfor en af de vigtigste kilder til viden om de angelsaksiske kongedømmer.

## Død
Beda var aktiv til det sidste. På dødslejet fuldførte han sin oversættelse af Johannesevangeliet og arbejdede også med en oversættelse af Isidor af Sevillas værker til angelsaksisk. Ifølge sankt Cuthbert nåede han akkurat at blive færdig med at diktere den sidste sætning i det, han arbejdede med, før han døde, siddende på gulvet i sin munkecelle. Datoen for hans død, 25. maj, er kendt, fordi det blev noteret, at han døde dagen før Kristi himmelfartsdag, som det år faldt den 26. maj.

## Helgen
Efter at han blev præsteviet fik han titlen "den ærværdige". Det er i Den katolske kirke normalt en titel, som forbindes med helgenkåringsprocessen, men i hans tilfælde blev den altså givet, mens han levede. Det ser ud til, at det var fordi han blev præsteviet, noget som ikke var almindeligt for munke på den tid.
Fem år efter hans død var der allerede opstået en helgenkult omkring ham. Alkuin af Tours skrev, at der skete mirakler ved hans relikvier. Det findes relikvier bevaret i både Fulda og York, men hovedparten af hans jordiske levninger hviler sandsynligvis i katedralen i Durham. 
Ved et koncil i Aachen i 836 blev titlen "den ærværdige" officielt tildelt ham, og han har hele tiden været regnet som helgen. Men det var først 13. november 1899, at det kom til en formel helligkåring, da pave Leo XIII udnævnte ham til kirkelærer. Senere er flere kirker og skoler i England blevet viet til ham. Han er for øvrigt den eneste englænder, som Dante nævner i sit værk Paradiset.
Festen for Beda blev fejret 26. maj, men det kolliderede med festen for Augustin af Canterbury, og Bedas fest blev flyttet til 27. maj. I 1969 blev den flyttet til 25. maj.